# Brède mafane
Acmella oleracea
«  Cresson du Pará » redirige ici. Pour les autres significations, voir Cresson (plante) et Cresson.
«  Jambu (plante) » redirige ici. Pour les autres significations, voir Jambu.
Espèce
Classification phylogénétique
La Brède mafane, ou brède mafana encore appelée cresson du Pará (Acmella oleracea, anciennement Spilanthes oleracea), est une espèce de plantes à fleurs de la famille des Asteraceae.
C'est une plante herbacée essentiellement cultivée. On la pense originaire d'Amérique du Sud (Brésil et Pérou). À Madagascar, c'est une espèce non menacée qui fleurit tout au long de l'année.

## Étymologie et dénominations
Le terme brède mafane relève du créole et du français régional de Madagascar et des Mascareignes.
Le nom brède viendrait du portugais bredo (nom vernaculaire des Amaranthacées). Selon une autre source, il viendrait du mot indien brette (« feuille bonne à manger »).
L'adjectif mafane vient du malgache mafana (« chaud »).
Sa fleur est surnommée fleur du dentiste pour son usage en dentisterie, ou fleur électrique, en raison de son effet électrisant.
D'autres surnoms sont plante dentaire, hierba de los dientes (herbe des dents).

## Synonymes

### Noms scientifiques
- Spilanthes oleracea  L.
- Spilanthes acmella Murr. var. oleracea Hook. f.
- Spilanthes acmella DC. var. oleracea (Jacq.) Baker
- Spilanthes acmella DC. var. oleracea (L.) Hook. f[b].

### Noms vernaculaires
- En français : brèdes mafanes, cresson du Pará.
- En malgache : Dans le Nord de Madagascar : agnamafana, qui signifie littéralement brède chaude, dans d'autres régions :anamalao, kimotodoha. Chez les Sakalaves de Morondava et de la région du Menabe, à l'ouest de Madagascar, les brèdes mafanes sont appelées kimalao. Avec d'autres brèdes comme le petsay et l'anandrano (cresson), elle s'utilise avec les viandes grasses. Les Vézos l'utilisent avec du poisson séché, le lemba (merlan).
- En portugais : jambu. Le jambu est particulièrement consommé dans le nord du Brésil.

## Description
Les tiges sont couchées sur le sol, les feuilles ovales. Les capitules terminaux sont coniques et de couleur jaune ou rouge. Elle peut atteindre 30 à 40cm de hauteur.
Les feuilles et les fleurs en bouton ont une saveur poivrée piquante qui est plus forte dans les fleurs jaunes ouvertes. Les fleurs surtout sont légèrement anesthésiantes : l'effet produit est très particulier et est souligné en buvant de l'eau.
À Morondava, l'appellation kimalao rappelle le piquant du piment, car malao signifie « ce qui pique et chauffe » à la fois.
Les feuilles et les fleurs de la brède mafana sont très riches en isobutylamides d’acides polyéniques et polyéniniques, dont le Spilanthol. Celui-ci a des vertus anti-inflammatoires et anesthésiantes.

## Utilisation
Les brèdes mafanes ne sont pas seulement consommées par les Malgaches, les Comoriens, les Réunionnais et les Sud-Américains. Elles ont été adoptées par toute l'Asie du Sud-Est. On les trouve couramment dans les épiceries chinoises.
Les feuilles peuvent être employées fraîches ou sèches. Les feuilles entières (et les fleurs, selon les goûts) s'utilisent comme base du plat national malgache « le romazava » (appelé parfois, en Europe, roumazaf). Ce plat est aussi très répandu dans l'Archipel des Comores.
La plante est réputée anesthésique, diurétique, digestive, sialagogue, antiasthmatique et antiscorbutique. Ses capitules sont réputés odontalgiques et antiscorbutiques. La brède mafana est utilisée pour soulager voire soigner aphte, gingivites, abcès, douleurs liées aux caries.
Les brèdes mafanes sont aussi utilisées, sous leur nom portugais de jambu, dans la cuisine typique de l'État du Pará, en Amazonie brésilienne : canard au tucupi (jus de manioc), tacacá, cariru. La cachaça au jambu est populaire dans la culture du Pará, notamment par l'effet anesthésiant sur la langue. Certains artistes comme Dona Onete ont mis en musique son effet pétillant en bouche.
En cosmétique, de sa petite fleur jaune, on extrait du Spilanthol, actif antioxydant, immunostimulant, un antiride. La brède mafana aussi est un botox naturel permettant de lisser et de défroisser la peau.

## Culture
Emplacement
- En Europe, la brède mafane apprécie une terre perméable, un emplacement ensoleillé au jardin ou sur le balcon.
- En pays tropical, elle apprécie un sol aéré et fertile et une exposition ombragée un peu fraîche. La plante se multiplie notamment par marcottage naturel pendant toute la saison.

Ensemencement
- En terrines ou en pots. Dès mi-mai, planter en plein air ou semer directement. Demande un sol drainant, bien fertilisé. Résistant contre les maladies. Sensible au froid et au sec.
Hauteur : 10 cm
Durée de germination : 10-14 j
Température de germination : 18 °C